# Croton malvoides
Espèce
Croton malvoides est une espèce de plantes à fleurs du genre Croton et de la famille Euphorbiaceae présente au Paraguay.
Il a pour synonyme Julocroton malvoides, Croizat.